# Бургундия (винодельческий регион)

Карта винодельческого региона Бургундия

Бургундия (фр. Bourgogne МФА: [buʁˈɡɔɲ]о файле; Бургонь) — винодельческий регион  на востоке Франции. Для производства красных вин здесь традиционно используется сорт винограда пино-нуар, а для производства белых — сорт шардоне. В меньших объёмах возделываются иные сорта местного происхождения: алиготе, пино-блан, пино-гри и др. Большинство вин сортовые (моносепажные), а не купажные.
Красные бургундские вина со Средних веков считались одними из лучших; они отличаются деликатностью танинов и мягким вкусом. В силу разных причин (главным образом, сравнительно небольшой площади виноградников при неуклонно растущем спросе) бургундские вина отличаются высокой стоимостью. По данным Wine Searcher за 2013 год, из 50 самых дорогих вин мира 37 происходили из Бургундии, только 3 — из Бордо и 7 — из-за пределов Франции. 
В 2015 году ЮНЕСКО объявило виноградники Бургундии памятником Всемирного наследия. В самой северной части региона производится знаменитое белое вино шабли. Божоле (исторически часть Бургундии), как правило, рассматривается в качестве самостоятельного винодельческого региона.

## История
Виноград возделывался в Бургундии ещё галлами (как минимум с VI века до н. э.). Когда в I веке до н. э. Галлию захватили римляне, это дало дополнительный импульс для развития виноградарства. Известно, что патриции Отёна имели виноградники вокруг Бона и Дижона. 

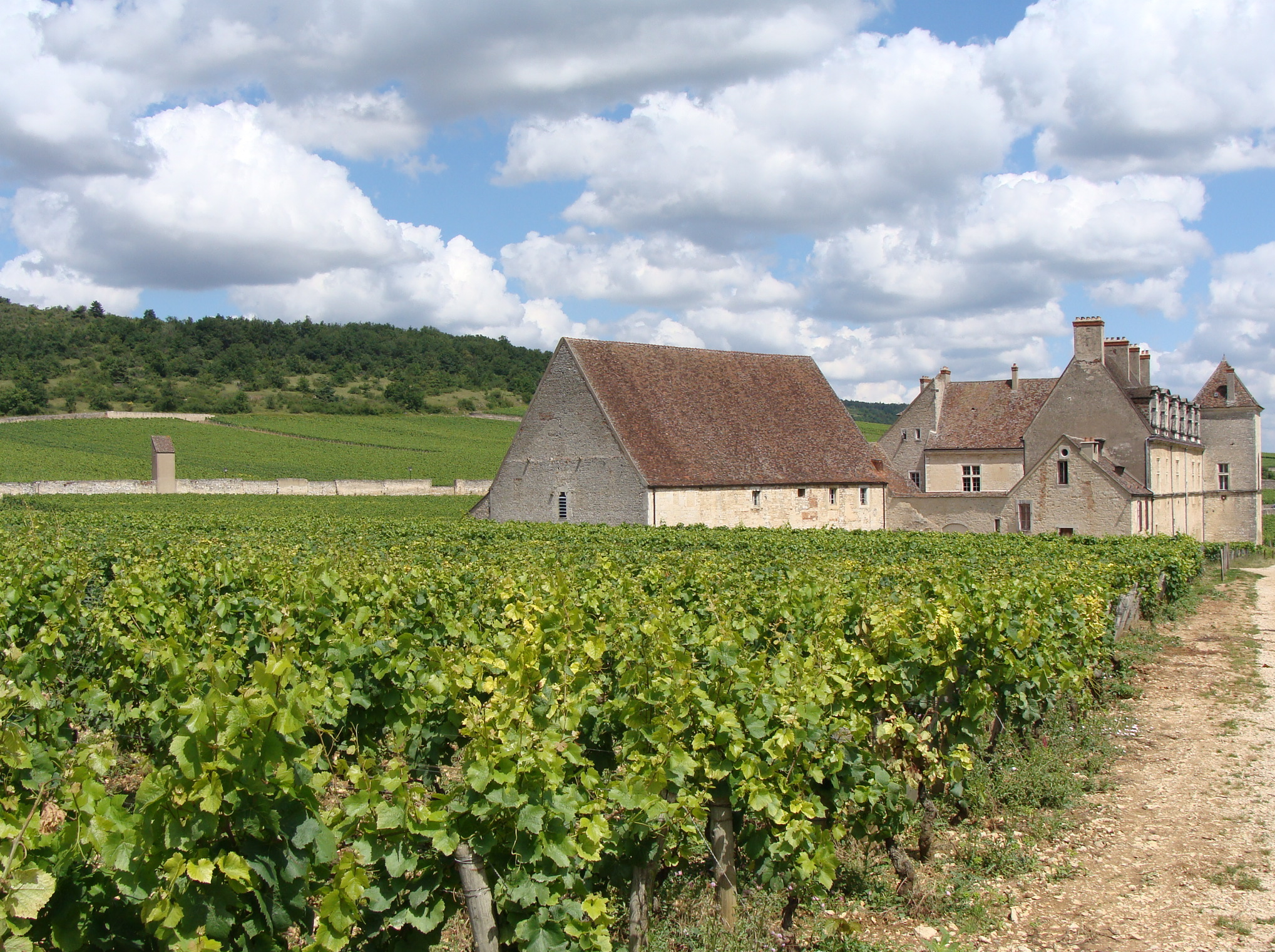
Винодельческое хозяйство Кло-Вужо (Clos Vougeot)

Начиная с VI века наиболее подходящие для виноградарства участки принадлежали аббатствам, а виноделие во многом служило прерогативой монахов. Первое известное пожертвование виноградника церкви было сделано в 587 году королём Гунтрамном, который передал свои дижонские виноградники монастырю Сен-Бенинь. Самыми крупными производителями вина были аббатства Клюни (основано в 909 году) и Сито (основано в 1098 году), которому принадлежал обширный огороженный виноградник Кло-Вужо. В 591 году Григорий Турский утверждал, что бургундское вино не уступает фалернскому. 
Во времена Бургундского герцогства XIV-XV веков местные вина уже славились своим качеством по всей Западной Европе. В 1395 году для сохранения высокого стандарта качества герцог Филипп Смелый запретил выращивать на своих землях виноград сорта гаме (который начинал замещать традиционный для этих земель пино-нуар), что является одним из первых в мире примеров установления требований к качеству продуктов питания. После гибели в 1477 году последнего герцога винодельческие земли Бургундии отошли к французской короне. 
Французский королевский двор потреблял в основном бургундские вина вплоть до XVIII века, когда конкуренцию им стали составлять сначала шампанское, а потом вина Медока. В 1693 году первый медик короля, Фагон, прописал недужному королю Людовику XIV бургундские вина в качестве лекарства. Значительная часть вин направлялась из Бургундии прямо в Версаль, а иностранным потребителям приходилось закупаться в иных регионах Франции. Известно, что в бытность императором Наполеон употреблял только красное вино с бургундского виноградника Шамбертен. 
В XVII веке, когда благосостояние церкви пошло на убыль, многие из монастырских виноградников стали переходить в частные руки. В ходе Великой Французской революции остававшиеся в руках церкви и знати виноградники были распроданы на аукционах. В результате этих распродаж многие известные виноградники были раздроблены между разными владельцами, что повлекло рост конкуренции виноделов и положительно сказалось на качестве вин. Чтобы навести порядок в умах потребителей, особенно зарубежных, с начала 1830-х годов предпринимались попытки разделить виноградники на несколько уровней, или классов.
После катастрофических эпидемий XIX века почти все виноградники Бургундии пришлось высаживать заново; для борьбы с ложной мучнистой росой в регионе использовалась специальная «бургундская жидкость». Во время великой депрессии 1930-х годов и Второй мировой войны отсутствие рабочей силы и необходимых материалов повлекло сокращение производства вина, но уже в 1943 году оно начало восстанавливаться. Вторая половина XX века принесла механизацию виноградарства и значительный технологический прогресс в процессе изготовления вина.

Старинные прессы для вина
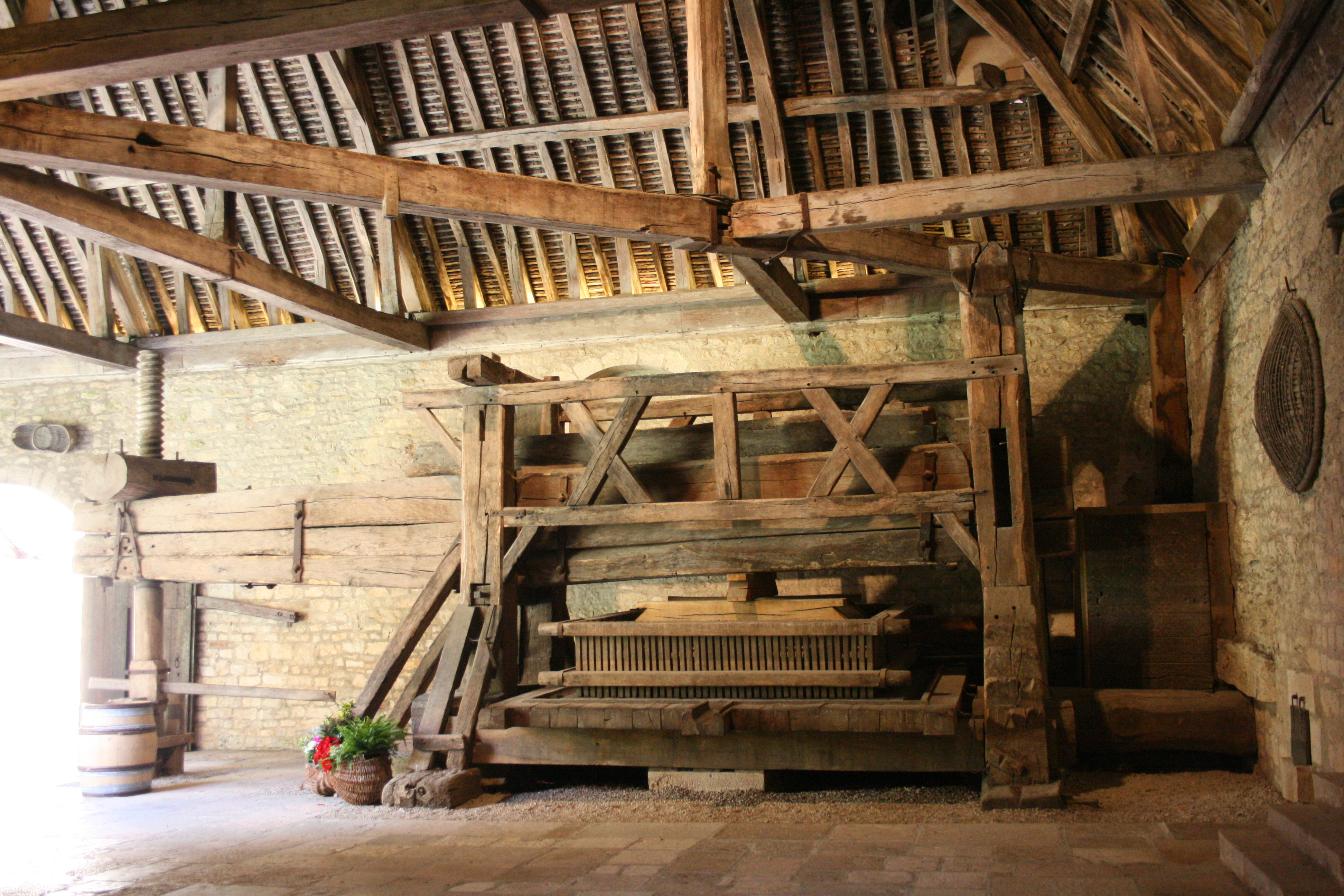
Пресс виноградника Кло-Вужо (XII век)
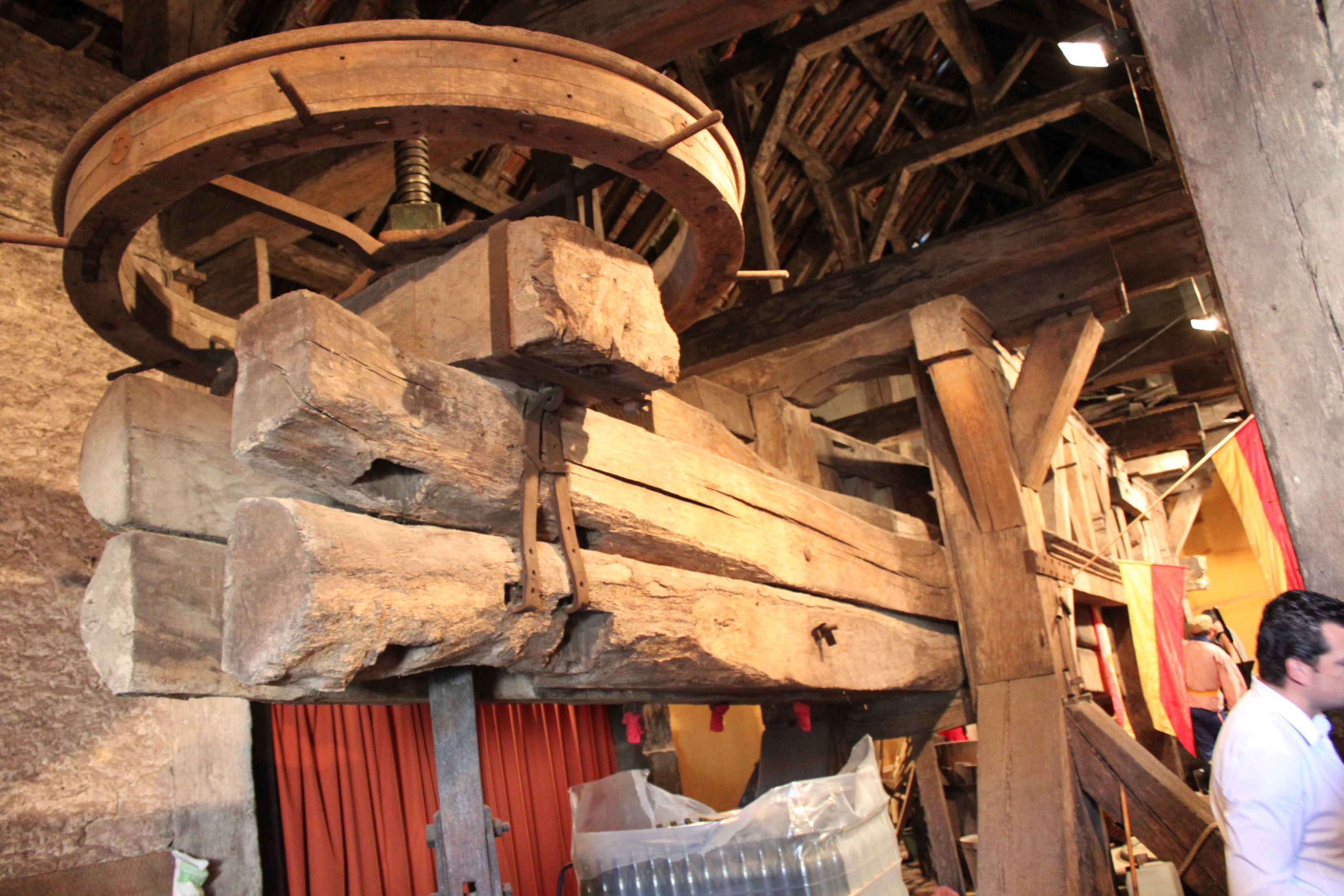
Пресс бургундского герцога (XV век)
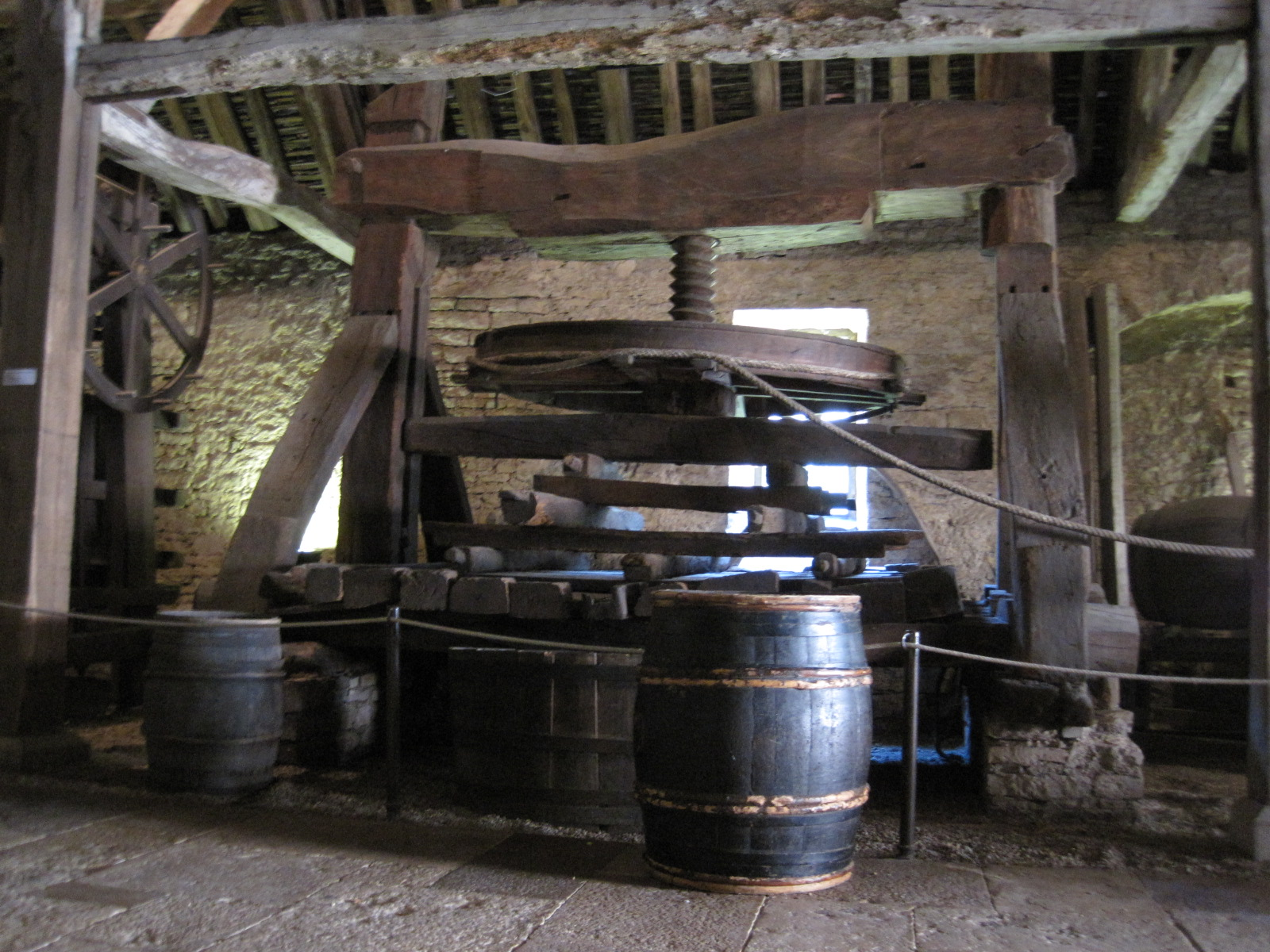
Пресс с горизонтальным колесом (XVII век)
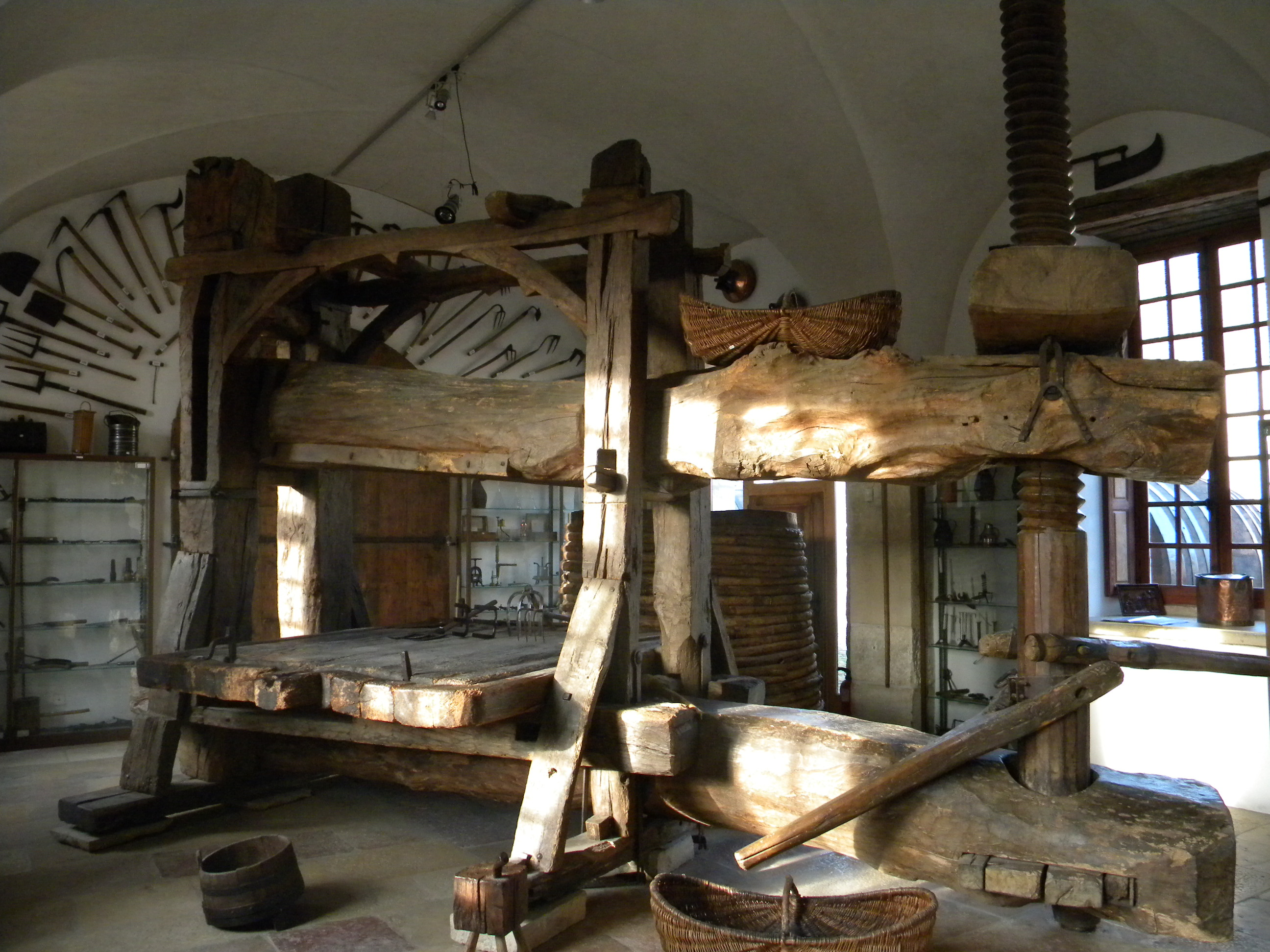
Пресс усадьбы (шато) Поммар (XVII век)
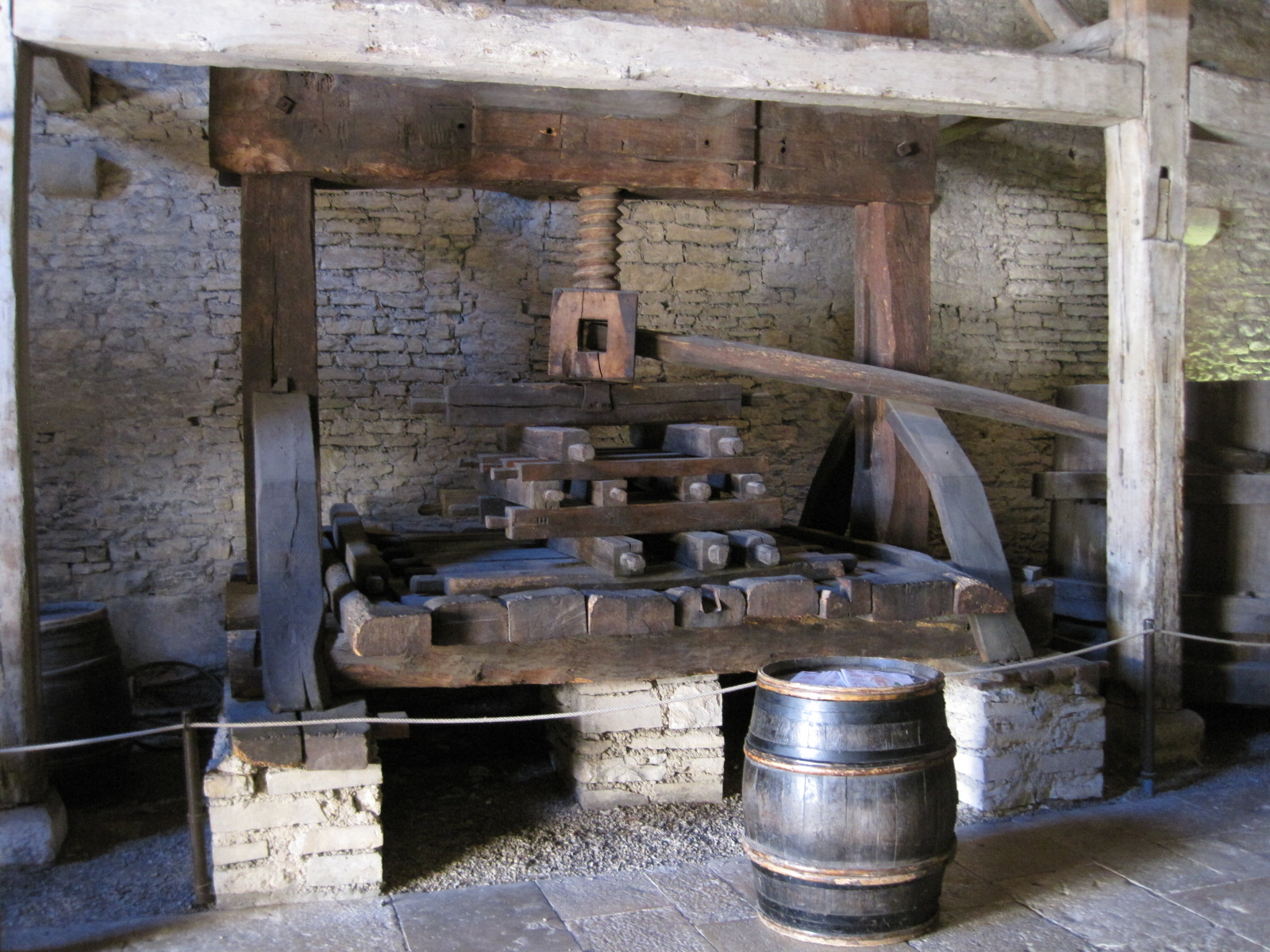
Пресс XVIII века

## География, виноградники, климат

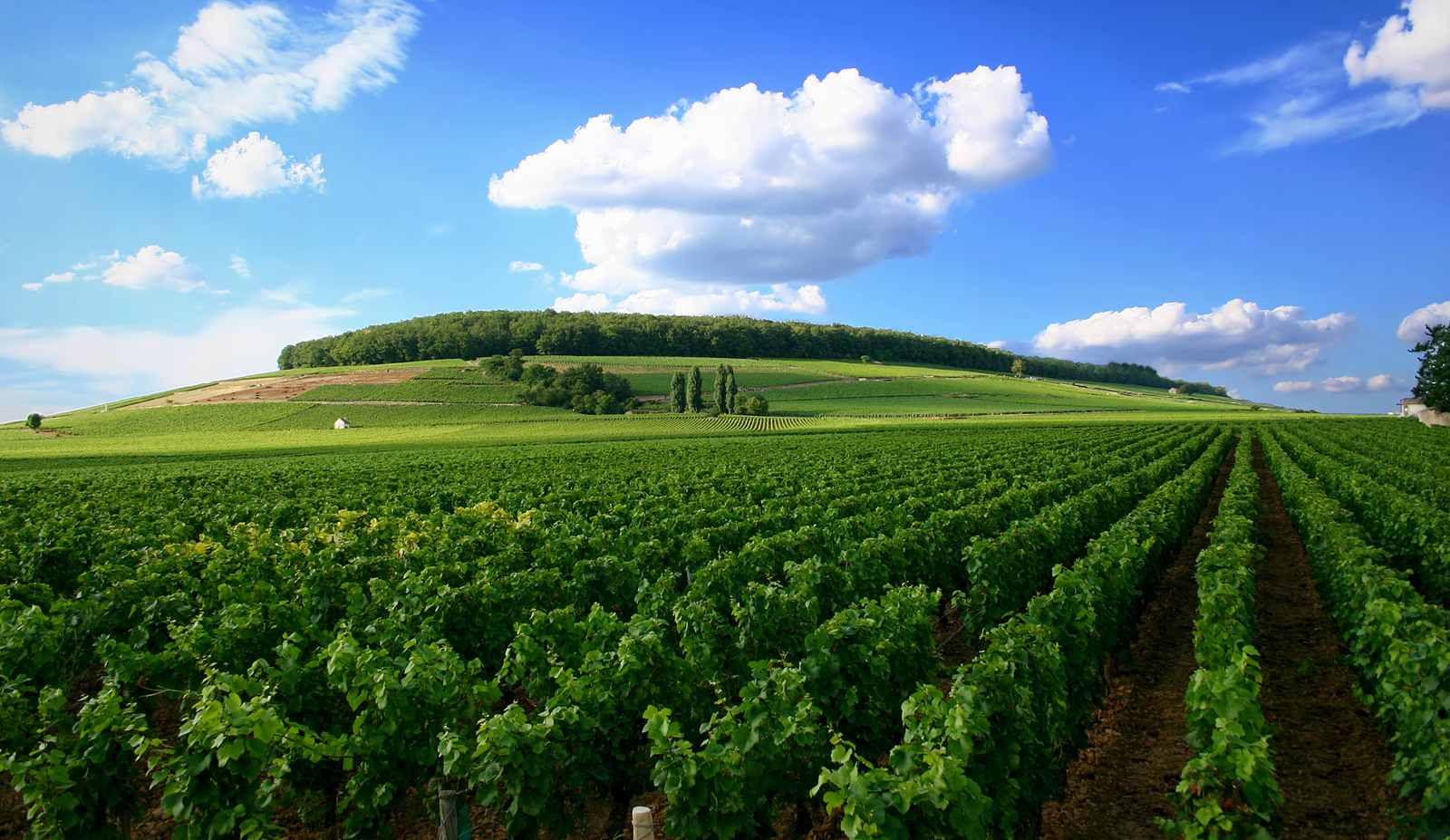
Виноградник в области Кот-де-Бон

Учитывая приверженность бургундских виноделов к одному сорту винограда вкупе с отсутствием купажирования, нигде в мире не придаётся такого значения терруару, как в Бургундии. Считается, что вина из пино-нуара главным образом отличаются терруаром того места, где был выращен соответствующий виноград, — в первую очередь его геологическими особенностями. Отсюда — традиция указывать на этикетке вина конкретный виноградник (если его уровень выше среднего и/или он был удостоен собственного имени). Для земельных участков (parcelles) в Бургундии применяются специальные термины:
- climat — любой участок земли с отличительным терруаром;
- lieu-dit — виноградник, удостоенный собственного имени;
- clos — виноградник, некогда огороженный стеной (даже если её уже не существует), а иногда и просто изгородью (забором).

Бургундия разделена на порядка ста аппеллясьонов, число которых склонно увеличиваться. В некоторых из аппелласьонов все виноградники принадлежат одному винодельческому предприятию. Если в других регионах винодельческое хозяйство обычно базируется на едином земельном участке (шато), то в Бургундии винодельческие предприятия, как правило, владеют сетью виноградников (или частями виноградников) в разных аппелласьонах и, соответственно, именуются доменами (фр. domaine). 

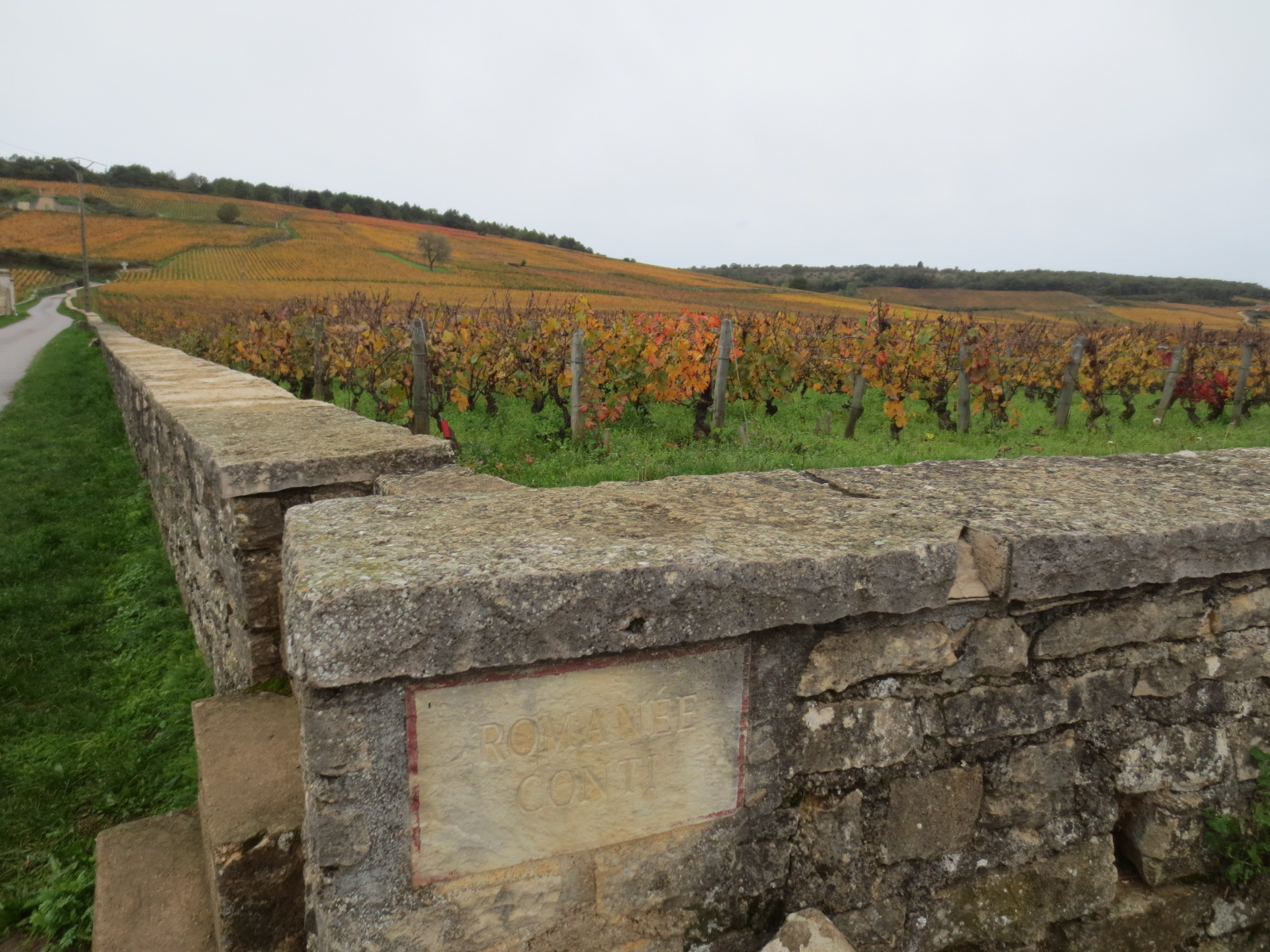
Стена огороженного виноградника (clos) Романе-Конти

В Бургундии существует  иерархия не столько винодельческих хозяйств, сколько виноградников, и эта иерархия предопределяет цену соответствующих наделов. Наиболее благоприятным для виноделия районом считается возвышенность Кот-д’Ор (что переводится как «Золотой склон»);  именно там расположены виноградники высшей категории (гран-крю), как то: Шамбертен, Сен-Дени, Мюзиньи, Кло-Вужо, Эшезо́, Романе́, Ришбур, Кортон и т.д. Названия многих из них были в XIX веке по инициативе местных жителей добавлены к названиям близлежащих сёл. Виноградники следующего по классу уровня именуются премьер-крю (premier cru).
Виноградники Золотого склона протянулись на 40 км узкой полосой, ширина которой в отдельных местах не превышает 2000 метров. Северная часть Кот-д’Ор (приблизительно от Дижона на севере до Алокс-Кортона на юге) именуется Кот-де-Нюи, более южная часть (район города Бон) — Кот-де-Бон. Почвы первой из них более благоприятны для пино-нуара, а почвы второй — для шардоне. Соответственно, Кот-де-Нюи производит только элитные красные вина, а Кот-де-Бон — в большей степени белые.
Южнее Золотого склона простираются виноградники Шалона-на-Соне, именуемые Côte Chalonnaise, а ещё южнее — виноградники Макона. К югу от них лежит большой по площади винодельческий регион Божоле, который не считается пригодным для качественного виноделия и, соответственно, засажен лозами гаме (из них вырабатывается преимущественно молодое вино, не предназначенное для выдержки и длительного хранения).
Севернее Дижона находится компактная зона белого вина Шабли.
Климат Бургундии — полу-континентальный с жарким летом и холодной зимой:
| Показатель                                    | Янв. | Фев. | Март | Апр. | Май  | Июнь | Июль | Авг. | Сен. | Окт. | Нояб. | Дек. | Год   |
| --------------------------------------------- | ---- | ---- | ---- | ---- | ---- | ---- | ---- | ---- | ---- | ---- | ----- | ---- | ----- |
| Средний суточный максимум, °C                 | 5,6  | 7,7  | 10,9 | 14,7 | 18,6 | 22,1 | 24,9 | 24,3 | 21,4 | 16,3 | 9,7   | 6,2  | 15,2  |
| Средняя температура, °C                       | 2,9  | 4,2  | 6,7  | 9,7  | 13,4 | 16,7 | 19,1 | 18,7 | 16,0 | 11,9 | 6,4   | 3,5  | 10,8  |
| Средний суточный минимум, °C                  | 0,1  | 0,7  | 2,5  | 4,7  | 8,2  | 11,4 | 13,3 | 13,1 | 10,7 | 7,5  | 3,2   | 0,8  | 6,4   |
| Норма осадков, мм                             | 54,2 | 50,1 | 49   | 43,4 | 74,9 | 62,5 | 47,2 | 54,9 | 52,1 | 58,1 | 52,8  | 57,3 | 656,6 |
| Источник: infoclimat.fr - Auxerre (1961-1990) |      |      |      |      |      |      |      |      |      |      |       |      |       |

## Популяризация вин
В 1934 году на базе Кло-Вужо было создано Братство рыцарей тастевена — общественная организация, призванная заниматься популяризацией бургундских вин во Франции и за её пределами. В названии фигурирует тастевен — специальная плошка, из которой виноделы пробуют вино на зрелость. Среди членов этого сообщества — Шарль де Голль и другие французские президенты, Рональд Рейган, Альфред Хичкок, Грейс Келли, Катрин Денёв.
В 1937 году был разработан туристский маршрут по наиболее значимым виноградникам Бургундии («гран-крю»). Именно с созданием «винной дороги Германии» (1935) и «винной дороги Бургундии», прошедшей через 33 населённых пункта, связано формирование такого явления, как винный туризм. Маршрут проходит через город Бон, где в средневековом особняке бургундских герцогов с 1938 года можно посетить Музей бургундских вин — первый в мире музей виноделия.

## Самые дорогие вина
Самые дорогие вина в мире выпускает винодельня Domaine de la Romanée-Conti, которой полностью принадлежит аппелласьон Романе-Конти площадью 1,8 га (близ деревни Вон-Романе в Кот-де-Нюи), ежегодно производящий порядка 3000 бутылок красного вина. Эти вина представляют собой эталон, на который ориентируются другие  производители, а спрос на них сильно превышает предложение. Средняя цена бутылки в апреле 2021 года составляла $26 743. В 2018 году бутылка «Романе-Конти» урожая 1945 года была продана на аукционе «Сотбис» за $558 000. Ещё в 1780 году парижский архиепископ писал о винах Романе-Конти как об «атла́се и бархате в бутылках». Своим названием виноградник обязан принцу де Конти, который в 1760 году купил его у прежнего владельца за 8000 ливров (якобы опередив саму мадам де Помпадур). Во время революции 1790-х годов правительство выставило Романе-Конти на продажу с указанием, что это лучший виноградник в Бургундии и во всей Франции. 
Великие вина Бургундии с XIX века рассматриваются в качестве удачного вложения денег. По данным Wine Searcher на конец 2022 года с ценами на «Романе-Конти» могут поспорить только цены на продукцию винодельни Domaine Leroy, происходящую из аппелласьонов Мюзиньи (расположен в границах коммуны Шамболь-Мюзиньи в Кот-де-Нюи) и Монраше (расположен между сёлами Пюлиньи и Шассань в местности Кот-де-Бон). Владельцы этого хозяйства в середине XX века руководили Domaine de la Romanée-Conti (где и сейчас им принадлежит четверть уставного капитала). Средняя цена бутылки красного вина Domaine Leroy Musigny Grand Cru составляет $40 000. Белые вина из Монраше имеют множество именитых почитателей. Биограф Хичкока сообщает, что он «пил только „Монраше“, привезённое из Франции, которое стоило пятнадцать долларов за бутылку — в то время, когда американское вино стоило не больше двух-трёх долларов за бутылку». Александр Дюма писал, что вино из Монраше следует пить, сняв шляпу и встав на колени.